# Édouard Berzine
Pour les articles homonymes, voir Berzine.
Édouard Pétrovitch Berzine (en russe : Эдуард Петрович Берзин ; en letton : Eduards Bērziņš), né le 7 février 1894 à Riga, en Lettonie et décédé le 1er août 1938 à Moscou, est un militaire russe, puis un cadre de la police secrète soviétique, la Tchéka. Il est surtout connu pour avoir créé et dirigé le système des camps de travail forcé de la Kolyma, dans le nord-est de la Sibérie, où périrent des centaines de milliers de prisonniers du Goulag.

## Première expérience
Avant la révolution russe de 1917, Berzine étudiait la peinture à l'Académie des Beaux-Arts de Berlin, où il rencontra sa femme, Elza Mittenberg, une artiste originaire comme lui de Riga.
Après des combats sur le front avec l'Armée rouge durant la guerre civile, Berzine devint en 1918 un commandant du premier régiment letton de fusiliers, avec des responsabilités spéciales pour la protection de Lénine. Ayant gagné la confiance de Felix Dzerjinski, il devint bientôt un membre de la Tchéka, la police secrète.
En 1926, Staline confia à Berzine la tâche de mettre en place le complexe de camps de travail de Vichera, dans l'Oural, connu sous le nom de Vichlag, afin de produire de la cellulose et du papier. Il accomplit cette mission avec autant d'enthousiasme que de succès. Les 70 000 prisonniers étaient relativement bien traités, recevaient même un salaire et bénéficiaient de cinémas, de bibliothèques, de clubs de discussion et de réfectoires. Berzine était considéré comme un directeur exemplaire.

## Berzine et la Kolyma
C'est à la suite de ce premier succès que Staline le nomma chef du Dalstroï en 1931. Il s'agissait de développer la région de la Kolyma, essentiellement grâce au travail forcé de condamnés, surtout des prisonniers politiques. Berzine arriva dans la baie de Nagaevo par un bateau à vapeur, le 2 février 1932 avec un petit nombre de prisonniers, principalement des ingénieurs des mines, et des gardes chargés de la sécurité.
Le principal objectif de Berzine était d'exploiter l’ensemble de la région dans le cadre du Premier plan quinquennal. La main-d'œuvre était constituée de prisonniers. La priorité était l'extraction de l'or, qui devait financer le développement industriel de l’Union soviétique. Cela exigea la construction de la ville portuaire de Magadan et d'un réseau routier, le développement de l'exploitation forestière et la création de nombreux camps de travail.
Dès le début, cependant, une préparation insuffisante et un hiver exceptionnellement rigoureux en 1932-1933 conduisirent à d'énormes difficultés, en particulier pour les prisonniers envoyés dans la vallée du fleuve Kolyma pour construire des routes et exploiter des mines d'or. Un grand nombre d'entre eux périrent de froid. L'été suivant, la situation évolua de façon plus favorable et l'efficacité globale des opérations comme les conditions pour les prisonniers s’améliorèrent, sous la direction de Berzine. Les années 1934 à 1937 restèrent dans les mémoires comme une période relativement bonne, en comparaison de ce qui allait suivre.
Au cours de la première année, les prisonniers étaient tenus de traiter environ un mètre cube de minerai aurifère brut par jour et la production totale fut d’une demi-tonne d'or. En 1935, la charge de travail quotidienne était de quatre à six mètres cubes de minerai et la production totale atteignit 14 tonnes d'or. En conséquence, Berzine alla à Moscou où il reçut l'Ordre de Lénine pour « dépassement du plan minier ».
De retour à la Kolyma, Berzine donna des ordres encore plus stricts en raison des instructions qu'il avait reçues. Les prisonniers furent ainsi obligés de travailler dans des mines à ciel ouvert par des températures descendant jusqu'à –55 °C. La production annuelle d'or passa à 33 tonnes.
Malgré de terribles conditions de vie et de travail pour les prisonniers et de lourdes pertes en vies humaines, Berzine réussit au fil des ans à construire une route jusqu’à Seïmtchan, dans la haute vallée de la Kolyma, qui devait permettre une hausse de la production d'or dans les années suivantes.

## Vie de famille à la Kolyma
Dans ses mémoires, son épouse Elza décrit en détail leur vie de famille à Magadan. Vêtu d'un manteau en peau d'ours, Berzine passait ses journées à faire la tournée des camps dans sa Rolls Royce pour superviser personnellement les travaux en cours. Il ne voyait ses enfants — Petia, 12 ans, et Mirdza, 15 ans — qu'au petit-déjeuner et au dîner. Il aimait la musique et écoutait des disques de Tchaïkovski, Franz Schubert et Grieg — qu'il avait achetés lors d'un voyage officiel à Philadelphie en 1930 —, et encourageait ses enfants à faire du théâtre à l'école sous la direction d'artistes prisonniers.
En 1937, peu de temps après des vacances passées avec sa famille en Italie, où il visita Rome, Venise et Sorrente, Berzine fut convoqué à Moscou et arrêté le 19 décembre dans le Transsibérien, à Aleksandrov, à 70 km de la capitale. Il fut accusé d'espionnage au profit du Royaume-Uni et de l'Allemagne et aussi d'avoir préparé la prise de Magadan par les Japonais. A l'apogée des Grandes Purges, Berzine fut jugé — ainsi que tous ses collaborateurs — et aussitôt exécuté à la prison de la Loubianka, à Moscou, le 1er août 1938. Il fut réhabilité en 1956.
Un buste d'Edouard Berzine se dresse aujourd'hui à l'extérieur de l'immeuble de l'hôtel de ville, dans le centre de Magadan. Une rue de cette ville porte son nom ainsi qu'une de ses écoles.

## Source
- (en) Cet article est partiellement ou en totalité issu de l’article de Wikipédia en anglais intitulé « Eduard Berzin » (voir la liste des auteurs).